# Тодорович, Раде
Раде Тодорович (серб. Paдe Toдopoвић / Rade Todorović; 21 мая 1974, Кралево, Югославия) — сербский футболист, левый полузащитник.

## Биография
Родился в городе Кралево. Футбольный путь начал в клубе «Слога» из его родного города, а в 1993 году был переведен в первую команду. В 1996 году перешёл в белградский ОФК. С 1999 по 2000 год выступал в клубе «Сутьеска» из Никшича. В 2000 году перебрался в Болгарию, где подписал контракт с софийской «Славией». В 2002 году перешёл в клуб немецкой Бундеслиги «Нюрнберг», в котором провёл один сезон и сыграл в 7 матчей чемпионата. В 2003 году вернулся на родину, где выступал в клубе «Напредак» (Крушевац). В 2004 году вновь выезжает за границу, на этот раз на Украину , где подписывает контракт с «Кривбассом». В футболке криворожского клуба дебютировал 12 сентября 2004 в победном (4:1) выездном поединке 1/8 финала Кубка Украины против черниговской «Десны» . Раде вышел на поле в стартовом составе и отыграл весь матч. В Высшей лиге дебютировал за «Кривбасс» 18 сентября 2004 в победном (2:0) выездном поединке 7-го тура против киевского «Арсенала». Тодорович вышел на поле в стартовом составе, а на 90-й минуте его заменил Сергей Кудлай. В составе криворожан в Высшей лиге сыграл 4 матча, а в Кубке Украины две игры. В 2005 году перебрался в соседнюю Россию, где подписал контракт с благовещенским клубом «Амур», выступавшим в Первенстве ФНЛ. Дебютировал в футболке благовещенского коллектива 27 марта 2005 года в проигранном (0:2) выездном поединке 1-го тура Первого дивизиона против КамАЗа из Набережных Челнов. Раде вышел на поле на 46-й минуте, заменив Олега Топинку. В составе «Амура» в Первом дивизионе сыграл 28 матчей, ещё 1 поединок провел в Кубке России. В 2006 году вернулся в Сербию, где выступал за родную «Слогу» (Кралево). В 2008 году завершил карьеру игрока. 18 января 2009 года прошёл молодёжный футбольный турнир в городе Кралево, получивший название «Балон Тодорович» в честь Рады Тодоровича.